# Джоді Лін О'Кіф
Джоді Лін О'Кіф (англ. Jodi Lyn O'Keefe; нар. 10 жовтня 1978) — американська акторка, модель та дизайнерка моди. Здобула популярність завдяки ролі Кессіді Бріджес в телесеріалі «Детектив Неш Бріджес» (1996–2001), також зіграла роль Гретчен Морган у серіалі «Втеча з в'язниці» (2007–2009), Жозетт Лафлін у серіалі «Щоденники вампіра»  (2014–2017) та Ліонель Дейвенпорт у серіалі «Запалюй!» (2014–2018). Серед її найвідоміших кіноробіт: «Хелловін: 20 років по тому» (1998) та «Це все вона» (1999).

## Життєпис
Народилася в Нью-Джерсі в родині змішаного ірландсько-шведсько-австрійсько-польсько-чеського походження.
Молодша з трьох сестер в сім'ї. Йдучи по стопах сестри Гізер, у восьмирічному віці почала кар'єру моделі, демонструючи дитячий одяг в мережі універмагів. Протягом 9 років з'являлася в рекламі різних компаній, серед яких  Gitano Jeans .
У 12 років Джоді Лін кинула школу, щоб почати зніматися в серіалі «Інший світ».
Коли вона мала 17 років, роль «дочки» Дона Джонсона в телесеріалі «Детектив Неш Бріджес» зробила з акторки справжню зірку. Грати в серіалі вона продовжувала до 2001.
На великому екрані Джоді вперше з'явилася в 1998 у фільмі «Хелловін: 20 років потому». Наступною її вдалою стрічкою стала чергова екранізація «Пігмаліона» Бернарда Шоу — фільм «Це все вона». Потім виконала декілька головних ролей, зокрема в «Здібна учениця» — сиквелі фільму з Роуз МакГоуен «Диявол у плоті», у фільмі Анджея Секули та Джеймса Вудса «Falling in Love in Pongo Ponga» і трилері «Ред Ровер» з Вільямом Болдуином.
Попри блискучий старт, Джоді Лін в основному з'являється в епізодичних ролях в серіалах. Найбільш помітними стали її ролі в серіалах «The Evidence» (1999) і «Втеча з в'язниці» (2006). Знялася в кліпі американського рок-гурту «3 Doors Down» — «Let Me Go».
2009 року Джоді Лін знімалася для відеогри Command & Conquer: Red Alert 3 - Uprising (Electronic arts Los Angeles). Роль — представниця корпорації «ФьючерТех» Келлі Вівер.
22 червня 2011 року запустила власну лінію одягу «Queen George Clothing», а 2012 року заснувала ювелірну лінію «Q».
2014 року О'Кіф отримала роль Ліонель Дейвенпорт у телесеріалі «Запалюй!», який транслювався на телеканалі «VH1». Також знялася у фільмі «Різдво з колишніми» (2014). Цього ж року зіграла Жозетт Лафлін у серіалі «Щоденники вампіра» (2014—2017). Пізніше зіграла цю ж роль у першому сезоні серіалу «Спадок» (2018).

## Фільмографія
| Рік       |    | Українська назва          | Оригінальна назва                    | Роль                              |
| --------- | -- | ------------------------- | ------------------------------------ | --------------------------------- |
| 1996      | с  | Детектив Неш Бріджес      | Nash Bridges                         | Кессіді Бріджес                   |
| 1998      | ф  | Гелловін: 20 років потому | Halloween H20: 20 Years Later        | Сара Вейнтроп                     |
| 1999      | ф  | Це все вона               | She's All That                       | Тейлор Воган                      |
| 2000      | ф  | Здібна учениця            | Devil in the Flesh 2 (Teacher's Pet) | Деббі Стронґ / Трейсі Керлі       |
| 2000      | ф  | За всяку ціну             | Whatever It Takes                    | Ешлі Ґрант                        |
| 2000      | ф  | Ворон 3: Спасіння         | The Crow III: Salvation              | Лорен Рендалл                     |
| 2002      | кф | Закохатися у Понґо Понґа  | Falling in Love in Pongo Ponga       | Шоуні                             |
| 2002      | с  | Джордж Лопес              | George Lopez                         | Кембелл                           |
| 2002      | с  | Дарма і Ґреґ              | Dharma & Greg                        | Симона                            |
| 2003      | ф  | Червоний ровер            | Red Rover                            | Кайлі Логан                       |
| 2003      | ф  | Басейн у Медді Брейкерс   | The Pool at Maddy Breaker's          |                                   |
| 2004      | ф  | Мумія: Приречені          | Mummy an 'the Armadillo              | Джекі                             |
| 2004      | с  | Повернути з мертвих       | Tru Calling                          | Кандас Еймс                       |
| 2004      | с  | Прислуга                  | The Help                             | Беккі Віґґінс                     |
| 2004      | с  | Зачаровані                | Charmed                              | демон-павук                       |
| 2004      | ф  | У пошуках крові           | Vampires: Out for Blood              | Лайла Сіммонс                     |
| 2005      | ф  |                           | Adopted                              | Ракель Рабинович                  |
| 2005      | с  | Юристи Бостона            | Boston Legal                         | Нора Джекобс                      |
| 2005      | с  | Єва                       | Eve                                  | Люсі, мачуха Ріти                 |
| 2004—2010 | с  | Два з половиною чоловіки  | Two and a Half Men                   | Ґейл / Ізабелла                   |
| 2005      | ф  | Троє понтових хлопців     | Three Wise Guys                      | Мері Енн Девідсон                 |
| 2005      | с  | 12-а людина               | The 12th Man                         | Ліндсі                            |
| 2005      | с  | Докази                    | The Evidence                         | Джекі Казаріс                     |
| 2005      | ф  | Районна підземка          | Venice Underground                   | Тайлер                            |
| 2006      | с  | Мислити як злочинець      | Criminal Minds                       | агент Аманда Ґілрой               |
| 2006      | с  | Виклик                    | The Call                             | Дженна «Кінкі» Кінкейд            |
| 2007      | с  | Місце злочину: Нью-Йорк   | CSI: NY                              | Мелоді Констанца                  |
| 2007      | с  | Рейнс                     | Raines                               | Анджеліна Білінґз                 |
| 2007      | с  | Американська ідентичність | American Identity                    | Ліндсі Сімпсон                    |
| 2007—2008 | с  | Втеча з в'язниці          | Prison Break                         | Сьюзан Бі Ентоні / Ґретхен Морґан |
| 2009      | с  | Теорія Великого вибуху    | The Big Bang Theory                  | Повія Мікаела                     |
| 2010      | с  | Загублені                 | Lost                                 | Ава                               |
| 2011      | ф  | Оголення / Під наглядом   | Exposed                              | Емілі Беннетт                     |
| 2012      | с  | Касл                      | Castle                               | Kristina Coterra                  |
| 2013      | ф  | Мерзла земля              | The Frozen Ground                    | Шеллі Рінджелл                    |
| 2014—2015 | с  | Щоденники вампіра         | The Vampire Diaries                  | Джо Лафлін (Паркер)               |
| 2016      | с  | Люцифер                   | Lucifer                              |                                   |
| 2018      | с  | Спадок                    | Legacies                             | Джо Лафлін                        |
| 2018      | ф  | Грань страху              | Edge of Fear                         | Джина                             |